# ۱۵۹ (پیش از میلاد)
۱۵۹ (پیش از میلاد) ۱۵۹مین سال قبل از تقویم میلادی است.